# Жёлтые шелкопряды
Жёлтые шелкопряды, или осенние шелкопряды, или травяные шелкопряды, или лемонииды, коконопряды травяные (лат. Lemoniidae) — небольшое палеарктическое семейство чешуекрылых.

## Описание
Бабочки средних размеров с густо опушенным телом и широкотреугольными крыльями как у настоящих коконопрядов. Размах крыльев 45—60 мм. Усики самцов гребенчатые, у самок коротко гребенчатые. Хоботок недоразвитый, укороченный; губные щупики короткие, скошены вверх, едва выступают впереди лба. Задние голени с 1 парой коротких шпор. Передние крылья округлые на вершине. Жилка R, отходит от переднего края R-Cu ячейки, вблизи её вершины; R2- R5 на общем стебле, выходящем из вершины R-Cu ячейки. Тимпанальный аппарат отсутствует. Сумеречные и ночные бабочки, один из видов летает днём.
Гусеницы густо волосистые, с небольшими бородавками, несущими пучки длинных щетинками. Развиваются на травянистых растениях, преимущественно на сложноцветных.

## Систематика
- Род Crateronyx
- Род Heteranaphe
- Род Lemonia
  - Шелкопряд Баллиона (Lemonia ballioni)
  - Шелкопряд салатный (Lemonia dumi)
  - Шелкопряд одуванчиковый (Lemonia taraxaci)
- Род Sabalia